# Anita van den Ende
A.J.I. (Anita) van den Ende (geboren 1971) is een Nederlands topambtenaar. Sinds 1 december 2024 is zij secretaris-generaal van het ministerie van Volksgezondheid, Welzijn en Sport.
Van den Ende studeerde rechtsgeleerdheid aan de Universiteit Leiden van 1990 tot 1996, waar ze afstudeerde in het privaatrecht, internationaal recht en fiscaal recht en ook een vrij doctoraal economie volgde. Tijdens haar studie werd ze lid van Mordenate College, de studievereniging voor excellente rechtenstudenten opgericht door Hein Schermers.
In januari 2003 werd ze hoofd van de afdeling financiële stabiliteit van het ministerie van Financiën. Van oktober 2006 tot oktober 2009 was ze plaatsvervangend directeur marktwerking bij het ministerie van Economische Zaken en vervolgens directeur Europa, mededinging en consumenten bij datzelfde ministerie tot 2015. Van juni 2015 tot november 2017 was ze directeur klimaat, lucht en geluid en plaatsvervangend directeur-generaal milieu en internationaal bij ministerie van Infrastructuur en Milieu. In november 2017 keerde ze terug naar het ministerie van Financiën, ditmaal als directeur financiële markten en plaatsvervangend thesaurier-generaal. In oktober 2019 werd ze benoemd tot directeur-generaal Europese samenwerking bij het ministerie van Buitenlandse Zaken. Sinds 1 december 2024 is Van den Ende secretaris-generaal van het ministerie van Volksgezondheid, Welzijn en Sport, als opvolger van Siebe Riedstra.
Van den Ende is de partner van oud-minister Eric Wiebes.